# Callopistromyia
Callopistromyia – rodzaj muchówek z rodziny Ulidiidae.

## Występowanie
Pierwotnie zakres występowania ograniczał się do krainy nearktycznej. Od 2007 roku obecny także w Europie.

## Klasyfikacja
Rodzaj obejmuje jedynie dwa gatunki:
- Callopistromyia annulipes Macquart, 1855
- Callopistromyia strigula Loew, 1873